# سلاتینا (بور)
سلاتینا (به صربی: Slatina) یک منطقهٔ مسکونی در صربستان است که در بور واقع شده‌است. سلاتینا ۹۲۱ نفر جمعیت دارد.